# هیدی ونگ
هیدی ونگ (انگلیسی: Heidi Weng؛ زاده ۲۰ ژوئیهٔ ۱۹۹۱) یک اسکی‌باز صحرانوردی اهل نروژ است.